# Guerra anglo-anseatica
La guerra anglo-anseatica (1469-1474) è stato un conflitto del Tardo Medioevo, che oppose il regno d'Inghilterra alla Lega anseatica. Le due potenze si contendevano la supremazia nel Mare del Nord e nel Baltico e il controllo delle rotte commerciali che li attraversavano.

## Cause
Fin dalla conclusione delle guerre di Valdemaro con la pace di Stralsund (1370), le rotte commerciali dei mari dell'Europa settentrionale si trovavano saldamente sotto il controllo dei mercanti delle città riunite nell'alleanza denominata Lega anseatica. La borghesia mercantile inglese cercava un modo di spezzare il loro predominio. Nel 1447 il re Enrico VI revocò i privilegi dei mercanti anseatici. Nel 1449 corsari inglesi catturarono un convoglio anseatico, di cui facevano parte 16 navi di Lubecca e 14 di Danzica. Seguirono anni di trattative diplomatiche inconcludenti, duranti i quali dall'Inghilterra continuavano a partire corsari, mentre in seno alla Lega le varie città anseatiche non riuscivano a trovare un'intesa per una reazione comune. La linea dura voluta da Lubecca non era condivisa dalla maggioranza.
Il casus belli si verificò nel 1468, quando dei corsari di Danzica, profittando della benevola indifferenza della Danimarca, catturarono diverse navi inglesi nello stretto dell'Øresund. Il re inglese Edoardo IV reagì ordinando l'assalto dello Stalhof (in inglese Steelyard), l'emporio commerciale anseatico a Londra, arrestando i mercanti che vi si trovavano e obbligandoli a rifondere i danni patiti dagli inglesi nell'azione all'Øresund. Nel seguente Hansetag tenuto a Lubecca nel 1469 la Lega anseatica decise il blocco delle importazioni di tessuto dall'Inghilterra e di muovere guerra agli inglesi.

## Svolgimento
Le città anseatiche che maggiormente si impegnarono nel conflitto furono Lubecca, Danzica, Amburgo e Brema. Esse ebbero in un primo momento il beneplacito di Carlo il Temerario, duca di Borgogna, che mise a disposizione dei corsari anseatici i porti delle Fiandre. L'Inghilterra era insanguinata dalla guerra delle due rose e proprio il re Edoardo IV era dovuto fuggire dal suo paese nel 1470 presso il cognato, Carlo il Temerario, mentre il suo rivale, Enrico VI, ritornava sul trono inglese con l'aiuto dei francesi. La Lega anseatica ne approfittò per corseggiare ai danni dei sostenitori di Enrico VI e addirittura aiutò l'ex-nemico Edoardo a tornare in patria nel 1471. Si distinse il capitano corsaro Paul Beneke, di Danzica, che catturò le navi Magdalena von Dieppe e Cigno di Caen, che, dopo il ritorno di Edoardo in Inghilterra, cercavano di raggiungere la Francia amica con a bordo il Lord sindaco di Londra. Reinsediato il cognato sul trono inglese, Carlo il Temerario ritirò il suo sostegno ai corsari anseatici.
Nuove e più imponenti azioni navali furono condotte dalla Lega anseatica dal 1472. Dopo un viaggio avventuroso (e poco fortunato) fino all'isola Ouessant, una squadra comandata da Michel Ertmann e Jacob Heymann, già provata da una tempesta, fu intercettata e battuta sulla via del ritorno da una flotta inglese guidata dal duca di Norfolk tra l'isola Walcheren e il delta della Mosa, del Reno e della Schelda. La nave ammiraglia, la Große Kraweel, riuscì però a fare ritorno ad Amburgo. Paul Beneke tornò a corseggiare con la sua nave, la Paul von Danzig, senza farsi scrupolo di colpire imbarcazioni di paesi neutrali, quali la St. Thomas, che batteva bandiera di Borgogna. Nel 1474 una flotta anseatica devastò la costa orientale dell'Inghilterra.

## Esito
La guerra ebbe termine con la pace di Utrecht, nel 1474. I mercanti della Lega anseatica riottennero i diritti e privilegi annullati da Enrico VI e le loro basi a Londra, Boston e Lynn, oltre a riparazioni nell'ammontare di 10 000 sterline.